# Mariano Rampolla del Tindaro
Mariano Rampolla del Tindaro (Polizzi Generosa, 17 augustus 1843 – Rome, 17 december 1913) was een Italiaans geestelijke en kardinaal van de Katholieke Kerk.

## Carrière
Mariano Rampolla stamde uit een adellijke familie op Sicilië. Hij was een zoon van Ignazio Rampolla, graaf van Tindaro, en werd al jong voorbestemd voor het priesterschap. Hij bezocht het seminarie in Rome en vervolgde zijn studies aan de Pontificia Università Gregoriana. Hij werd in 1866 tot priester gewijd en in 1874 werd hij kanunnik van de Basiliek van Maria de Meerdere. Een jaar later werd hij toegevoegd aan de apostolische nuntiatuur in Spanje. In 1877 werd hij secretaris van de Oosterse sectie van de Congregatie tot Voortplanting des Geloofs. Twee jaar later werd hij secretaris van de gehele Congregatie en daarnaast secretaris van de Congregatie voor Buitengewone Kerkelijke Aangelegenheden. In 1882 werd hij titulair aartsbisschop van Heraclea in Europa, ter voorbereiding op zijn benoeming tot apostolisch nuntius voor Spanje.
Tijdens het consistorie van 14 maart 1887 nam paus Leo XIII hem op in het College van Kardinalen. Hij kreeg de Basiliek van Santa Cecilia in Trastevere als titelkerk. Meteen daarop benoemde Leo hem tot kardinaal-staatssecretaris. Toen Leo in 1903 overleed leek Rampolla de meest aangewezen kandidaat om hem op te volgen.

## Pauskeuze
Tijdens het conclaaf van 1903 had het er aanvankelijk ook alle schijn van dat Rampolla zou worden gekozen. De Poolse kardinaal van Krakau Jan Puzyna de Kosielsko verraste evenwel het conclaaf door na enkele stemrondes een brief voor te lezen waarin de Oostenrijkse keizer Frans Jozef I, gebruik makend van het oude Ius Exclusivae, zijn veto uitsprak over de verkiezing van Rampolla, omdat Rampolla te Fransgezind zou zijn en als kardinaal-staatssecretaris het tot stand komen van de Frans-Russische alliantie in 1895 zou hebben bevorderd. Feitelijk opende dit veto de weg voor de verkiezing van Giuseppe Melchiorre Sarto, patriarch van Venetië. Deze schafte meteen na zijn aantreden het Ius exclusivae per apostolische constitutie (Commisum Nobis) af en verving Rampolla als staatssecretaris door de Spanjaard Rafael Merry del Val. Rampolla vervulde daarna nog enkele andere functies binnen de Romeinse Curie.
Als succesvol diplomaat met contacten over de hele wereld werd hij gezien als de meest waarschijnlijke opvolger van de acht jaar oudere Pius X wanneer deze zou overlijden. Maar Rampolla stierf plotseling, zeventig jaar oud, ruim een half jaar vóór Pius. De begrafenismis werd geleid door zijn naaste medewerker en vriend Giacomo della Chiesa, de aartsbisschop van Bologna, die Pius in het begin van de Eerste Wereldoorlog zou opvolgen onder de naam Benedictus XV.

## Ererang
Mariano Rampolla del Tindaro was Rechtsridder in de Souvereine Militaire Hospitaal Orde van Sint Jan van Jeruzalem, van Rhodos en van Malta. Door de societyschilder Philip Alexius de László werd hij in 1900 afgebeeld in zijn gewaad als kardinaal met om de hals de versierselen van deze orde.
- Biblioteca Nacional de España: XX1410463
- Bibliothèque nationale de France: cb10709670c (data)
- Gemeinsame Normdatei: 119038811
- International Standard Name Identifier: 0000 0001 0856 8328
- Library of Congress Control Number: n85028077
- Nationale Bibliotheek van Tsjechië: xx0114912
- Nederlandse Thesaurus van Auteursnamen: 120231964
- Istituto Centrale per il Catalogo Unico: RAVV054458
- SNAC: w6p011tk
- Système universitaire de documentation: 152242473
- Virtual International Authority File: 41831104
- WorldCat: E39PBJf8t3KtVtyP9mKpmRhT73